# CASA C-295
CASA C-295 — лёгкий турбовинтовой транспортный самолёт производства Airbus Military.
Разработан консорциумом Airtech во главе с испанской фирмой CASA и индонезийской фирмой Industri Pesawat Terbang Nusantara. Самолёт является развитием самолёта CASA CN-235 и превосходит предшественника на 50 % по грузоподъёмности и дальности. Первый полёт прототипа самолёта состоялся в 1997 году. Серийное производство CASA C-295 начато в 2000 году. Имеется ряд модификаций.
Закуплен 27 странами, в том числе Чили, Колумбией, Эквадором, Панамой, Францией, Испанией, Польшей и Казахстаном. 19 мая 2012 года был подписан контракт на поставку Оману 8 C-295 (5 военно-транспортных и 3 морских патрульных самолета). По состоянию на 31 декабря 2023 года всего было заказано 300 самолётов, построено 220 самолётов.

## Модификации
- C-295W — самолёт оборудован законцовками-винглетами и модифицированным двигателем.
- C-295M — военно-транспортный вариант самолёта.
- C-295 Persuader — базовый патрульный противолодочный самолёт.

## Лётно-технические характеристики
- Модификация — C-295
- Размах крыла, м — 25,81
- Длина самолёта, м — 24,40
- Высота самолёта, м — 8,82
- Площадь крыла, м² — 59,10
- Масса, кг:
  - пустого самолёта — 11200
  - нормальная взлётная — 20700
  - максимальная взлётная — 23200
- Топливо, л — 7650
- Тип двигателя — 2 ТВД Pratt Whitney Canada PW127G
- Мощность, кВт — 2 х 1975
- Крейсерская скорость, км/ч — 482
- Дальность:
  - с 3 000 кг — 4 600 км
  - с 6 000 кг — 3 700 км
- Дальность с максимальной нагрузкой (9 250 кг) — 1300 км
- Перегоночная дальность, км: 5 400
- Практический потолок, м — 7620
- Экипаж, чел — 2
- Полезная нагрузка: 69 солдат или 48 парашютистов, или 27 носилок с 4 сопровождающими, или 9700 кг груза

## На вооружении
- Польша — 16 C-295M на вооружении, по состоянию на 2024 год[6].
- Чехия — 4 C-295M, 2 C-295MW на вооружении, по состоянию на 2024 год[7].
- Алжир — 5 C-295M на вооружении, по состоянию на 2024 год[8].
- Бразилия — 14 C-105A Amazonas (C-295M) на вооружении, по состоянию на 2024 год[9].
- Бангладеш — 1 C-295, 2 C-295W на вооружении, по состоянию на 2024 год[10].
- Буркина-Фасо — 1 C-295W на вооружении, по состоянию на 2024 год[11].
- Габон — 1 C-295W на вооружении, по состоянию на 2024 год[12].
- Гана — 3 C-295M на вооружении, по состоянию на 2024 год[13].
- Чили — 1 C-295MPA и 2 C-295ASW на вооружении, по состоянию на 2024 год[14].
- Египет — 24 C-295М на вооружении, по состоянию на 2024 год[15].
- ОАЭ — 5 C-295W на вооружении, по состоянию на 2024 год[16].
- Оман — 4 C-295MPA и 4 С-295М на вооружении, по состоянию на 2024 год[17].
- Канада — 5 C-295W на вооружении, по состоянию на 2024 год[18]. Всего заказано 16 C-295M, по состоянию на 2018 год[19][20][21].
- Казахстан — 8 C-295, 2 C-295W на вооружении, по состоянию на 2024 год[22]
- Кот-д’Ивуар — 1 C-295W на вооружении, по состоянию на 2024 год[23].
- Индия — 1 C-295W на вооружении, по состоянию на 2024 год[24]. Всего заказано 56 C-295M, по состоянию на 2018 год. 40 из них будут произведены в Индии[25][26][27][28].
- Индонезия — 10 C-295 и 1 C-295M на вооружении, по состоянию на 2024 год[29]
- Ирландия — 2 C-295MPA на вооружении, по состоянию на 2024 год[30].
- Мали — 2 С-295 на вооружении, по состоянию на 2024 год[31].
- Мексика[32]:
  - ВВС Мексики — 6 C-295M и C-295W на вооружении, по состоянию на 2024 год[33].
  - ВМС Мексики — 4 C-295М и 2 С-295W на вооружении, по состоянию на 2024 год[34].
- Мьянма — 2 C-295 на вооружении, по состоянии на 2024 год[35].
- Колумбия — 6 C-295M на вооружении, по состоянию на 2024 год [36].
- Испания — 12 C-295 на вооружении, по состоянию на 2024 год[37].
- Португалия — 12 C-295M на вооружении, по состоянию на 2024 год[38].
- Сербия — 1 C-295W на вооружении по состоянию на 2024 год[39].
- Сенегал — 2 С-295W на вооружении, по состоянию на 2024 год[40].
- Филиппины — 4 C-295M и C-295W на вооружении, по состоянию на 2024 год[41].
- Финляндия — 3 C-295M на вооружении, по состоянию на 2024 год[42].
- Эквадор — 3 C-295M на вооружении, по состоянию на 2024 год [43].
- Вьетнам — 3 C-295M на вооружении, по состоянию на 2024 год[44].
- Узбекистан — 4 C-295M на вооружении, по состоянию на 2024 год[45].
- Таиланд — 3 C-295W на вооружении, по состоянию на 2024 год[22].
- Кыргызстан Ведутся переговоры на закупки С-295, для нужд МЧС и ВВС Киргизии.
- Экваториальная Гвинея — 2 C-295M, по состоянию на 2018 год[46].
- Саудовская Аравия — заказано 4 C-295M, по состоянию на 2018 год[25].
- Мали — 1 C-295M, по состоянию на 2018 год[47].
- Индия — заказано 56 C-295M, по состоянию на 2018 год. 40 из них будут произведены в Индии[25][26][27][28].
- Иордания — 2 C-295M на хранении, выставлены на продажу, по состоянию на 2024 год[48].
- Ангола — заказано 3 C-295M, по состоянию на 2018 год[49][50][51][52].

## Аварии и катастрофы
По данным сайта Aviation Safety Network по состоянию на 12 марта 2019 года в общей сложности в результате катастроф и серьёзных аварий были потеряны 2 самолёта CASA C-295. В этих происшествиях погибли 26 человек.
| Дата       | Бортовой номер | Место катастрофы   | Жертвы | Краткое описание |
| ---------- | -------------- | ------------------ | ------ | --- |
| 15.08.2006 | Флаг Испании   | Бадгис             | 0/6    | Посадка с невыпущенным шасси. Отремонтирован. |
| 23.01.2008 | 019            | Мирославец         | 20/20  | Разбился при заходе на посадку в сложных метеоусловиях из-за ошибки экипажа. На борту находились высокопоставленные офицеры польских ВВС, возвращавшиеся с конференции по безопасности полетов в Варшаве. |
| 09.11.2012 | 7T-WGF         | Сен-Жермен-дю-Тей  | 6/6    | Врезался в склон холма и загорелся. |
| 27.02.2016 | 2800           | Алту-Алегри        | 0/6    | Выкатился за пределы взлётно-посадочной полосы. Не повреждён. |
| 03.04.2019 | T.21-10        | Санта-Силия        | 0/10   | Жёсткая посадка. 9 раненых. |
| 04.05.2020 | 04             | Жетыген (аэродром) | 0/0    | Посадка с невыпущенной передней стойкой. Пострадавших нет |